# La Arbolada
La Arbolada är en ort i Mexiko.   Den ligger i kommunen Tapachula och delstaten Chiapas, i den sydöstra delen av landet, 900 km sydost om huvudstaden Mexico City. La Arbolada ligger 111 meter över havet och antalet invånare är 267.
Terrängen runt La Arbolada är lite kuperad. Runt La Arbolada är det ganska tätbefolkat, med 239 invånare per kvadratkilometer. Närmaste större samhälle är Tapachula, 4,9 km nordost om La Arbolada. Trakten runt La Arbolada består till största delen av jordbruksmark.